# Zijin Mining
Циђин мајнинг груп (кин: 紫金矿业集团股份有限公司, енгл. Zijin Mining Group) је предузеће са седиштем у месту Шангханг у Кини, које се бави производњом и прерадом злата, руде бакра и неметала. Једно је од највећих произвођача из овог сектора у земљи, а основано је 2000. године. Управља највећим отвореним рудником злата у Кини — Циђиншан. У августу месецу 2018. године, Циђин је постао стратешки партнер српског предузећа РТБ Бор.